# Meiswinkel (Kürten)

## Lage
Meiswinkel ist ein Ortsteil in der Gemeinde Kürten im Rheinisch-Bergischen Kreis und liegt nördlich von Dürscheid und westlich von Biesfeld. Heute besteht der Ort aus mehreren Gebäuden. Der ehemalige Bauernhof hat seinen Betrieb eingestellt. Der Bach Seimerich fließt durch Meiswinkel und mündet bei Hauserhof in den Weyerbach. Hier grenzt das Naturschutzgebiet Steeger Berg an. Westlich von Meiswinkel liegt das Naturschutzgebiet Kalkbuchenwald zwischen Hove und Weyermühle.

## Geschichte

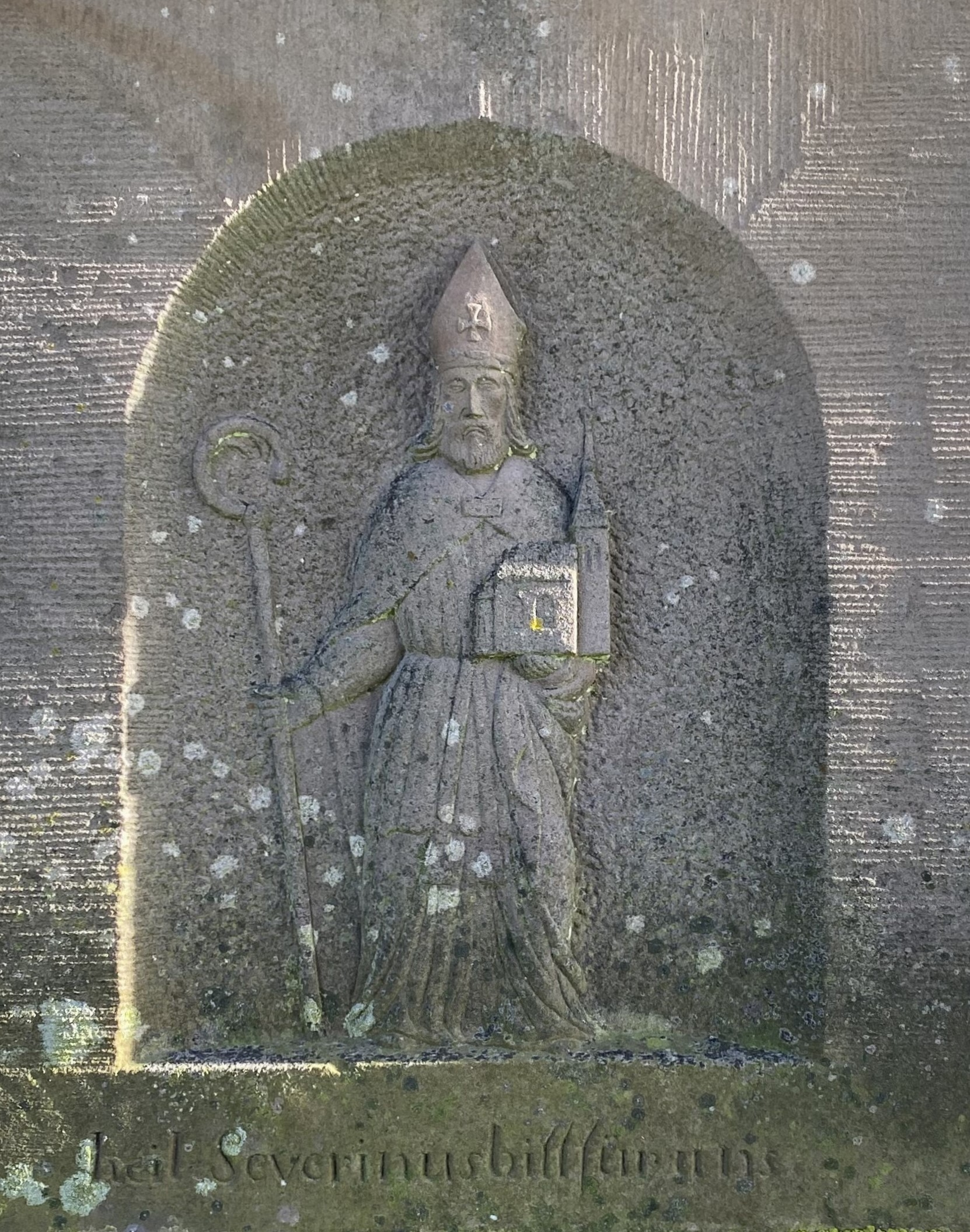
Relief auf dem Wegekreuz (1859): Hl. Severin

Die erste schriftliche Erwähnung erfolgte um 1294 im Zusammenhang mit der Gründung der Kommende Herrenstrunden. Bis dahin gehörte Meiswinkel, das zu dieser Zeit wahrscheinlich nur ein Hofgut hatte, noch zum Sander Hof, dem das ihm anklebende Sander Hofgericht unterstand. Das änderte sich mit der Ansiedlung des Johanniterordens im Nachbarort Herrenstrunden, indem er hier mit der Niederlassung seines Ritterordens eine Komturei ansiedelte. Von jetzt an gehörte Meiswinkel wirtschaftlich zur Kommende Herrenstrunden.
Kirchlich blieb Meiswinkel allerdings weiterhin zusammen mit den benachbarten Höfen Blissenbacher Hof, Hauserhof und dem Weiler Weyermühle mit der Pfarre Sand verbunden. Durch dieses Kuriosum durften die Bewohner nicht die nahe gelegene Kirche in Dürscheid und auch nicht die etwas weiter entfernte Kirche in Herrenstrunden zum vorgeschriebenen Gottesdienst besuchen, sondern waren regelmäßig gezwungen, den weiten Weg über die beiden Pfarrbezirke hinaus nach Sand zu gehen. Ähnlich sah es für die politische Zugehörigkeit aus, weil Meiswinkel zur Honschaft Sand im Botenamt Gladbach und nicht zur benachbarten Honschaft Dürscheid im Botenamt Herkenrath gehörte.
Die Topographia Ducatus Montani des Erich Philipp Ploennies aus dem Jahre 1715, Blatt Amt Porz, belegt, dass der Ort, dort Meiswinckel genannt, 1715 zum Amt Porz gehörte. Die Charte des Herzogthums Berg 1789 von Carl Friedrich von Wiebeking bestätigt, dass Meiswinkel zu dieser Zeit Teil einer in der Honschaft Dürscheid liegenden Exklave der Honschaft Sand im Kirchspiel Sand im Amt Porz war. Diese Exklave wurde Obersand genannt. Wiebeking kategorisiert den Ort als gemeinen Hof und nennt ihn Meiswinkel.
Unter der französischen Verwaltung zwischen 1806 und 1813 wurde das Amt Porz aufgelöst und das Kirchspiel Sand, zu dem auch Meiswinkel gehörte, wurde politisch der Mairie Gladbach im Arrondissement Mülheim am Rhein zugeordnet. 1816 wandelten die Preußen die Mairie zur Bürgermeisterei Gladbach im Kreis Mülheim am Rhein.
1822 lebten 13 Menschen im als Hofstelle kategorisierten und Meisswinkel bezeichneten Ort. 1830 hatte der Ort 19 Einwohner und wurde mit Meißwinkel bezeichnet. Der 1845 laut der Uebersicht des Regierungs-Bezirks Cöln als Hofstelle kategorisierte Ort besaß zu dieser Zeit zwei Wohnhäuser. Zu dieser Zeit lebten 16 Einwohner im Ort, davon alle katholischen Bekenntnisses.
In der zweiten Hälfte des 19. Jahrhunderts kam Meiswinkel mit den übrigen Ortschaften von Obersand zur Pfarre Dürscheid in der Gemeinde Bensberg.
1927 wurde die Bürgermeisterei Bensberg in das Amt Bensberg überführt. Am 1. Oktober 1932 entstand durch die Kreisreformen in Preußen der Rheinisch-Bergische Kreis. Seitdem gehört Meiswinkel zu diesem Kreis.
1975 entstand aufgrund des Köln-Gesetzes die heutige Gemeinde Kürten, zu der neben den Ämtern Kürten, Bechen und Olpe ein Teilgebiet der Stadt Bensberg mit Dürscheid und damit auch Meiswinkel kam.

## Sehenswürdigkeiten
- Im Ort steht ein Wegekreuz aus dem Jahr 1859, das zu den Baudenkmälern der Gemeinde Kürten zählt. Das Relief zeigt den Heiligen Severin in Bischofsornat mit einem Kirchenmodell in der Hand.
- Im Wald nordwestlich von Meiswinkel liegt das Bodendenkmal Wungenburg. Von der Wallburg sind Reste vom Wall und Graben erhalten.

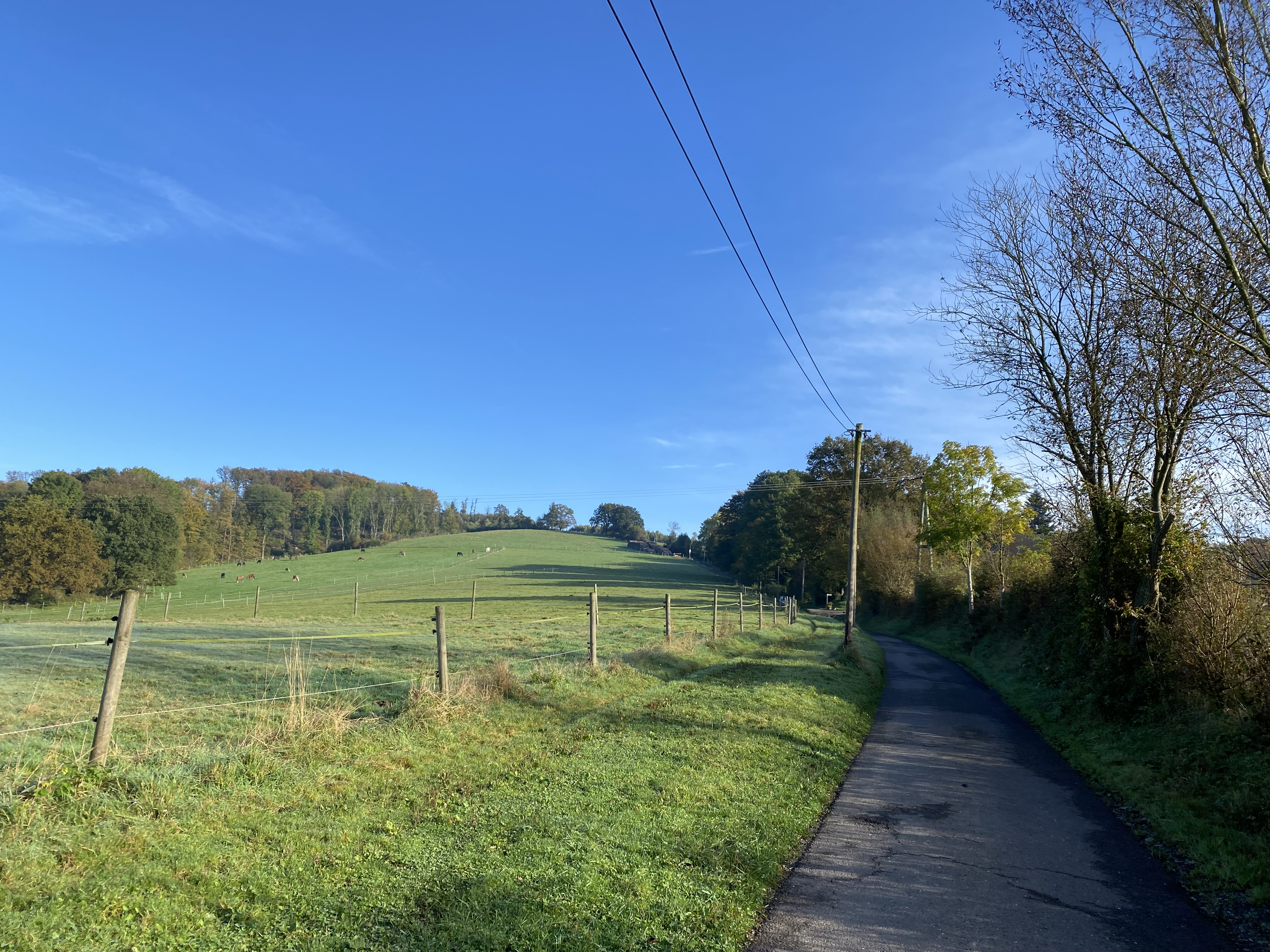
Weiden „Unterm Meißwinkel“ am Weg von Hauserhof nach Meiswinkel
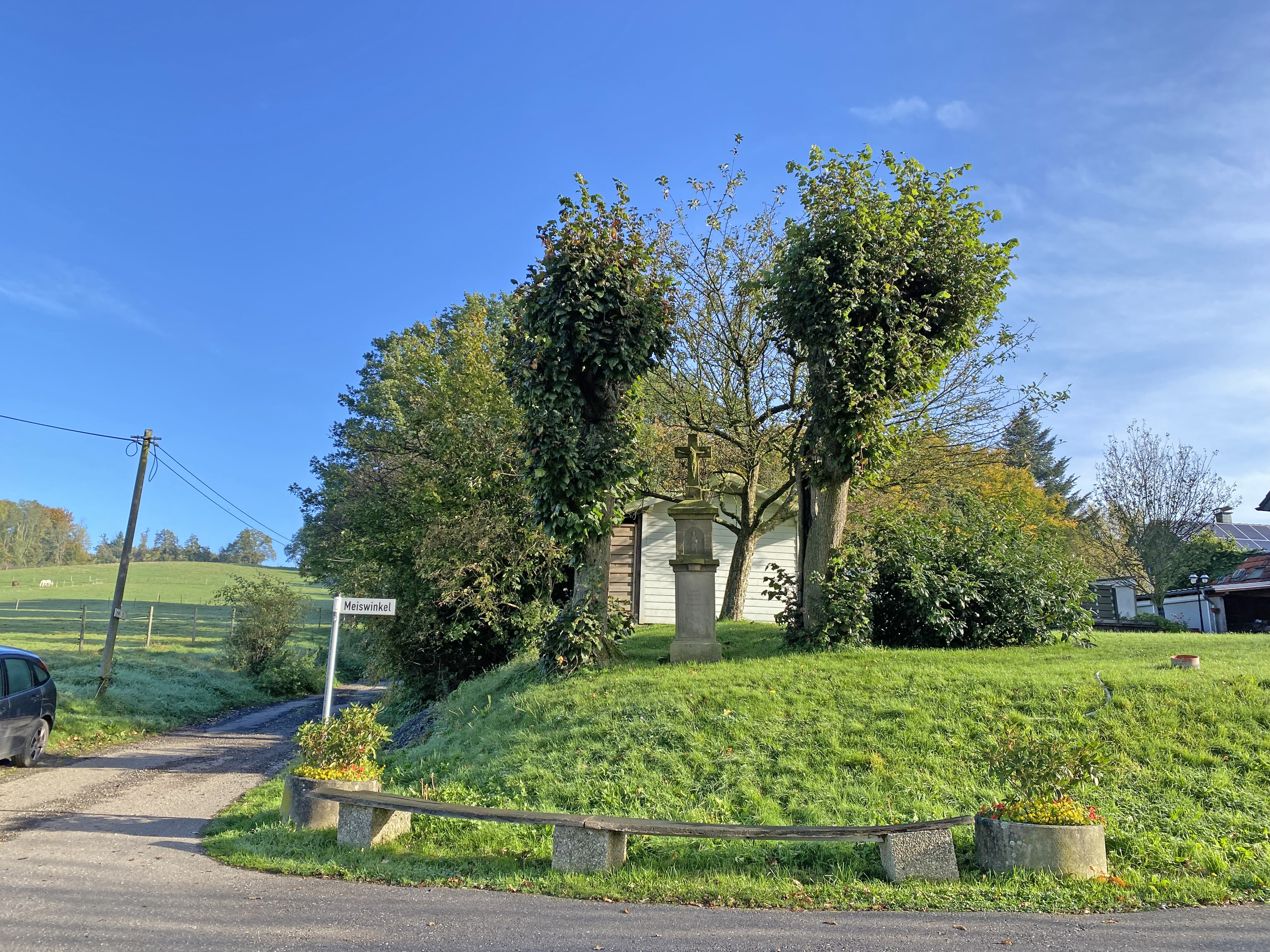
Wegekreuz Meiswinkel
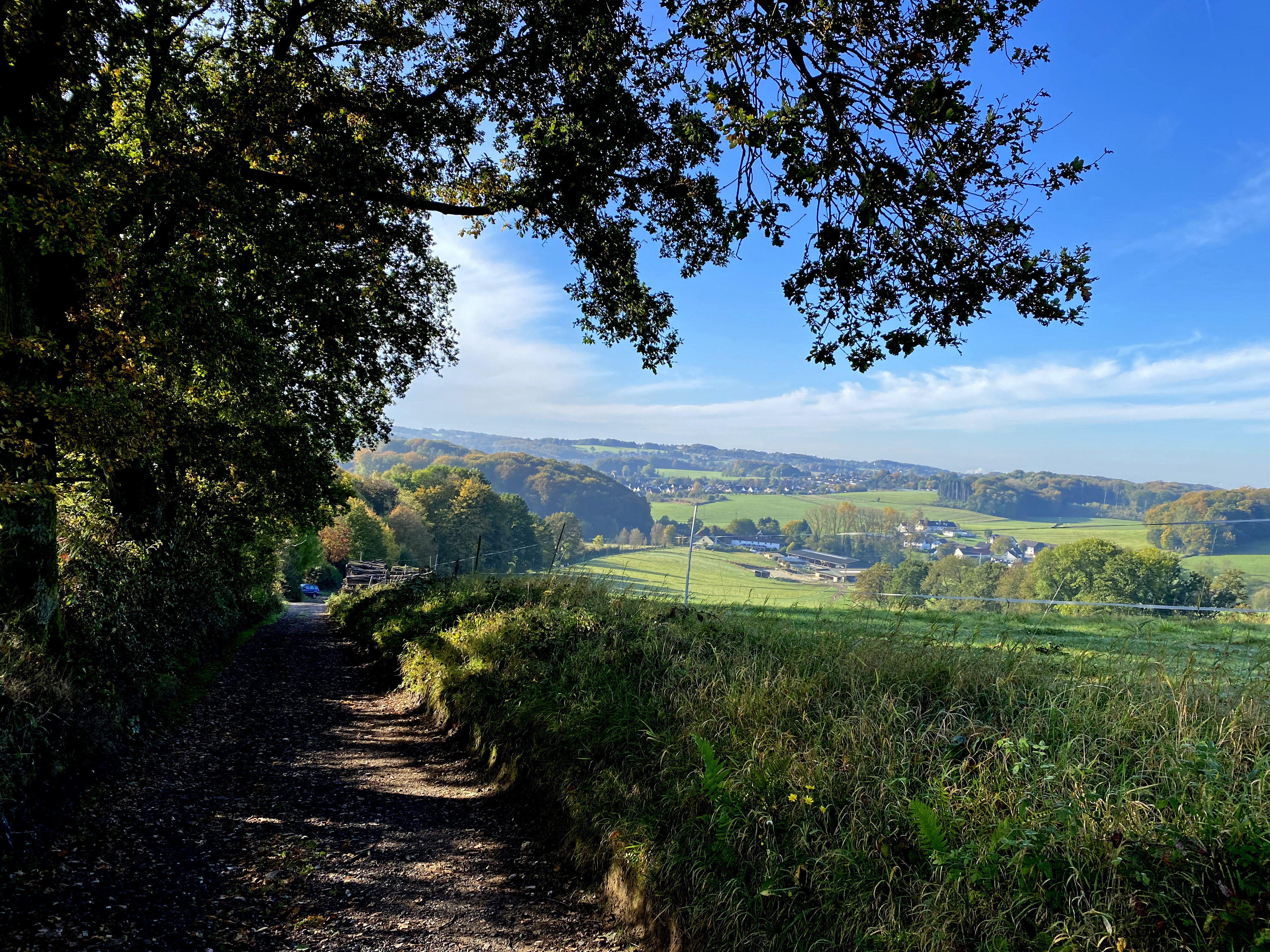
Blick von Meiswinkel ins Weyerbachtal und Dürscheid